# بقين
 بقين بلدة ومصيف سوري عريق من مصايف ريف دمشق في سوريا، تتميز بقين بنبعها الشهير نبع بقين وبمنتزهها التاريخي الساحر الذي يتربع على النبع ويشرف على مناظر رائعة، موقع بقين رائع جدا في أحضان الطبيعة السورية وذلك في الطريق إلى مدينة ومصيف الزبداني المعروف وتتوسط منطقة مصايف منتشرة في تلك المنطقة.
تقع بلدة بقين على سفوح سلسلة الجبال في الطريق من دمشق إلى الزبداني، وتتبع إداريا لمحافظة ريف دمشق وقد اشتهر فيها نبع بقين بمياه الصحية الطبيعية وتم إنشاء معمل ومصنع لتعبئة تلك المياه، وتستعمل مياه النبع في معالجة بعض الأمراض وتفيد في تفتيت الحصى والرمل وفي وقاية وسلامة الأسنان وغير ذلك وكذلك تستعمل طبيا في تحضير أغذية الأطفال لنقائها وخصائصها الصحية.
سياحيا مصيف بقين من المصايف المعروفة ويزورة السياح والمصطافين من داخل سوريا وخارجها في أشهر الصيف للتمتع بالجو اللطيف البارد المنعش وبالطبيعة الجميلة.

## مياة بقين المعدنية الطبيعية
بقين شهرة مياهها تسبقها وجمال طبيعتها الخلابة جعلها أحد مصايف دمشق منذ زمن بعيد، ولمياه بقين شهرة واهمية لما تحتوية من مكونات صحية طبيعية مفيدة، بعد تحليل مياه نبع بقين الطبيعية بانها مفيدة لإخراج الحصيات.[بحاجة لمصدر]